# Il cane che inseguiva le stelle
Il cane che inseguiva le stelle (Hunden som sprang mot en stjärna) è un romanzo di Henning Mankell del 1990. È il primo di quattro romanzi di formazione che hanno come protagonista il ragazzo di nome Joel Gustafson, seguito da Joel e le lettere d'amore (1991), Il ragazzo che dormiva con la neve nel letto (1996) e Il ragazzo che voleva arrivare ai confini del mondo (1998).
Sebbene scritti prevalentemente per un pubblico di ragazzi adolescenti, sono romanzi in cui gli adulti possono riflettere su cosa vuol dire aiutare un bambino a diventare grande.

## Trama
La storia è ambientata in un piccolo paesino della Svezia tra l'inverno e l'inizio della estate degli anni cinquanta. Joel, undici anni, vive solo con il padre, Samuel.  È lui che cucina e fa la spesa con i pochi soldi che il padre taglialegna porta a casa. Joel pensa di essere l'unico bimbo ad essere mamma di se stesso. La mamma, Jenny, è andata via di casa tanti anni prima quando lui era ancora piccolo. Joel è in difficoltà: vorrebbe sapere perché la mamma se n'è andata e suo padre rimanda il chiarimento.  Samuel è un ex marinaio e fatica a parlare della assenza della figura materna ("Aveva l'ansia..." "Forse era troppo giovane", dice "È così che voglio pensare a lei. Forse, pur avendo avuto te, un bambino, era anche lei stessa una bambina"  - Confiderà Samuel alla fine del libro). Il legame padre-figlio è complesso come tutti i rapporti generazionali. Molti sono i silenzi e poche le frasi che si scambiano ma un legame li unisce: la passione tacita per i viaggi e i racconti di mare. Samuel, quando è in buona, racconta a Joel aneddoti dei suoi viaggi. Joel fantastica che la loro casa sia una nave pronta a sciogliere gli ormeggi.
Joel è ossessionato da una visione. Una notte svegliatosi all'improvviso ha intravisto dalla finestra un cane solitario che sembrava seguire qualche cosa. Joel pensa che segua una stella. Si prefigge di trovare quel cane. Per lui è diventato un obiettivo importante anche se non sa bene perché.
Iniziano così delle segrete spedizioni notturne tra le vie innevate e deserte del paese.
Samuel avvia una relazione con Sara, una barista. A Joel, all'inizio non piace nemmeno un po' ma poi lentamente si scioglie anche se dentro di se pensa che non vorrà mai avere fratelli o sorelle da lei. Joel fa amicizia col matto del villaggio, che si rivela una persona oltre gli stereotipi e piena di fantasia come lui. Incontra anche Ture un ragazzo poco più grande  che lo provoca costringendolo suo malgrado a commettere una serie di azioni scorrette contro una donna priva del naso, per via di un tumore.
Sarà la sfida a salire di notte su un ponte altissimo a portare Joel sulla strada della crescita e a ritrovare il rapporto con il padre.
 “Chi ha sconfitto chi? È stato il ponte a vincere, oppure io? Non ho mai superato la cima della campata, ma non sono caduto, e nemmeno sono morto. Forse non ha vinto nessuno. Di chi è la vittoria quando non vince nessuno?” 

## Edizioni in italiano
- Henning Mankell; Il cane che inseguiva le stelle, traduzione di Laura Cangemi, Fabbri, Milano 2003
- Henning Mankell, Il cane che inseguiva le stelle, BUR ragazzi, Milano 2010
- Henning Mankell; Il cane che inseguiva le stelle, traduzione di Laura Cangemi, BUR Rizzoli, Milano 2018